# Motherhood (2009)
Motherhood is een Amerikaanse dramedy film uit 2009, geschreven en geregisseerd door Katherine Dieckmann met Uma Thurman in de hoofdrol. De film flopte monumentaal aan de kassa.

## Verhaal
Eliza (Uma Thurman) is een voormalig fictieschrijfster die nu fulltime moeder is voor haar twee kinderen en daar een blog over bijhoudt. Ze heeft alle moeite om het hoofd boven water te houden, en haar lieve maar verstrooide echtgenoot Avery (Anthony Edwards) is ook al geen grote hulp. Gelukkig kan ze haar hart al eens luchten bij haar zwangere beste vriendin Sheila (Minnie Driver). Wanneer Eliza een verjaardagsfeest voor haar zesjarige dochter wil organiseren lopen de zaken naarmate de dag vordert steeds meer in het honderd.

## Rolverdeling
| Acteur          | Personage                   | Opmerkingen    |
| --------------- | --------------------------- | -------------- |
| Uma Thurman     | Eliza                       |                |
| Minnie Driver   | Sheila                      |                |
| Anthony Edwards | Avery                       |                |
| Clea Lewis      | Lily                        |                |
| Jake M. Smith   | Snotty Production Assistant | als Jake Smith |
| Betsy Aidem     | Jordan's Mom                |                |
| Dale Soules     | Hester                      |                |
| Jodie Foster    | Jodie Foster                |                |

## Release en ontvangst
Motherhood werd in de Verenigde Staten op 23 oktober 2009 uitgebracht in een beperkt aantal bioscoopzalen door Freestyle Releasing. In zijn openingsweekend bracht de film een schamele $50.000 op.
In maart 2010 werd de film in het Verenigd Koninkrijk uitgebracht in één enkele Londense bioscoop. In het openingsweekend bracht de film er aan de kassa £88 op, wat overeenkomt met elf verkochte kaartjes, en is daarmee de op een na grootste flop uit de Britse bioscoopgeschiedenis. The Times merkte op dat de Poolse film My Nikifor het weliswaar ooit nog slechter deed, maar dat was een bescheiden onafhankelijke film en geen peperdure Hollywoodproductie.
Ook de critici waren weinig lovend voor de film. Motherhood behaalde een score van 20% (51 recensies) op Rotten Tomatoes, met een gemiddelde score van 4/10. Op Metacritic kreeg de film een score van 34% (15 recensies), wat duidt op "over het algemeen ongunstige recensies".